# 西海子市场

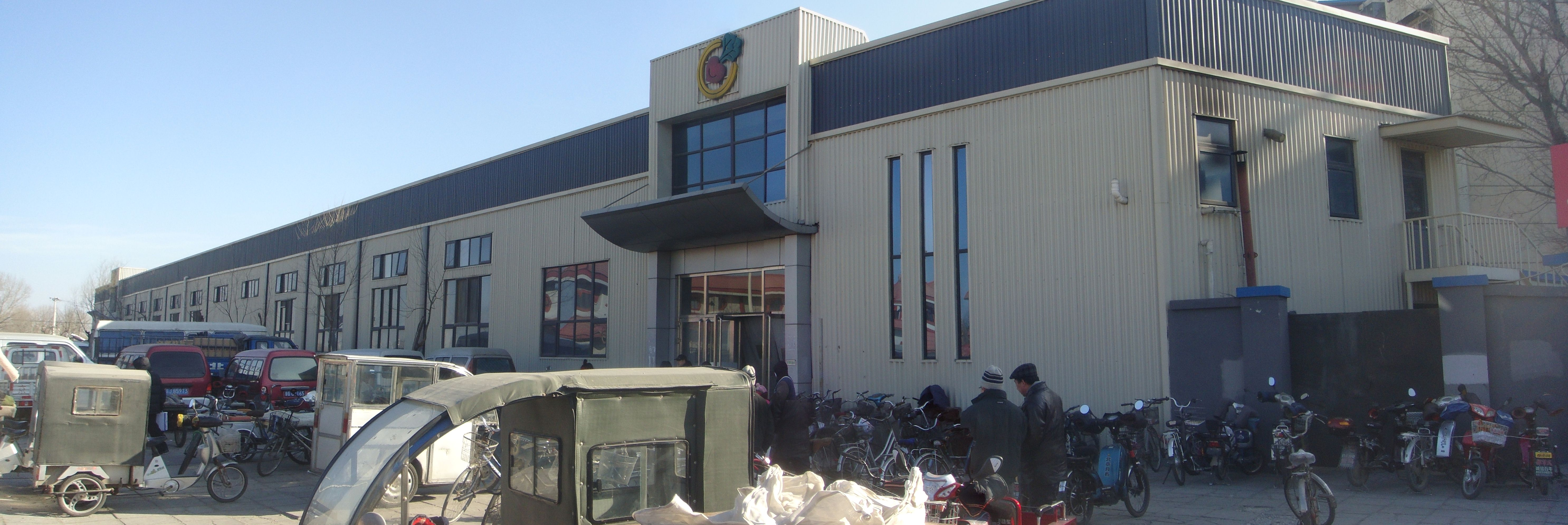
2011年1月的西海子市场

西海子市场是位于北京市通州区的曾经的一家菜市场，现已消失。
2008年7月，市场关闭改造一个月，改造成了封闭式、通风透气并设有标准化柜台的市场。
2012年10月16日，因通惠河综合整治一期工程，市场拆除迁往新华东街供电公司东侧的空地，占地4000多平方米，有摊位300个左右。老居民和老商户还习惯性地叫这个市场为“西海子市场”，也有人根据新位置称其为“东关市场”。
2015年9月10日，市场关闭，商户可选择迁往乔庄市场以及东里市场。